# Силва Синелли, Паскоал
Паскоал Силва Синелли (порт.-браз. Paschoal Silva Cinelli; 24 мая, по другим данным 19 или 21 апреля 1900, Рио-де-Жанейро — 24 декабря 1987, Рио-де-Жанейро) — бразильский футболист, нападающий

## Карьера
Паскоал был обнаружен скаутами клуба «Васко да Гама» в доках порта Рио-де-Жанейро. Он дебютировал в составе команды в матче со сборной военно-морского флота и в той же встрече забил победный гол (1:0). В 1922 году форвард помог команде одержать победу в серии В Чемпионата штата Рио-де-Жанейро. Годом позже игрок выиграл с командой чемпионат штата, в розыгрыше которого провёл 14 игр и забил один гол: 22 апреля в ворота «Ботафого» (3:1). Этот титул стал для всего футбола Рио-де-Жанейро первым, одержанным командой, состоявшей в том числе и чернокожих игроков. Годом позже Лига разделилась на два первенства, Лига Метрополитано де Деспортос Террестрес (ЛМДТ), которая до этого проводила турнир, и альтернативный турнир — Ассосиасан Метрополитана де Эспортес Атлетикос (АМЭА). «Васко» остался практически единственным «большим» клубом, которые остались в ЛМДТ. Он и добился победы, выиграв 14 матчей из 14-ти; Паскоал провёл все 14 игр и забил 7 голов. Годом позже ведущие клубы штата из АМЭА перешли обратно в ЛМДТ. Паскоал выиграл свой третий титул в 1929 году. А в 1932 году завершил карьеру из-за травмы.
Паскоал, вместе с Нелсоном и Тортеролли, стал первым футболистом «Васко», сыгравшим за сборную Бразилии; это случилось 11 ноября 1923 года в матче чемпионата Южной Америки против Парагвая (0:1). Всего за национальную команду Паскоал провёл 6 официальных матчей и 4 неофициальных игры, в одной из которых поразил ворота «Спортиво Барракас».
Завершив игровую карьеру, Паскоал остался в системе клуба. Он тренировал юных игроков в академии команды до окончания своей жизни.

## Международная статистика
| Матчи Паскоала за сборную Бразилии | Матчи Паскоала за сборную Бразилии | Матчи Паскоала за сборную Бразилии | Матчи Паскоала за сборную Бразилии | Матчи Паскоала за сборную Бразилии | Матчи Паскоала за сборную Бразилии | Матчи Паскоала за сборную Бразилии |
| ---------------------------------- | ---------------------------------- | ---------------------------------- | ---------------------------------- | ---------------------------------- | ---------------------------------- | ---------------------------------- |
| №                                  | Дата                               | Место проведения                   | Оппонент                           | Счёт                               | Голы                               | Турнир                             |
| 1                                  | 11 ноября 1923                     | Монтевидео                         | Парагвай                           | 0:1                                | —                                  | Чемпионат Южной Америки            |
| 2                                  | 18 ноября 1923                     | Монтевидео                         | Аргентина                          | 1:2                                | —                                  | Чемпионат Южной Америки            |
| 3                                  | 22 ноября 1923                     | Монтевидео                         | Парагвай                           | 2:0                                | —                                  | Кубок Родригеса Алвеса             |
| 4                                  | 25 ноября 1923                     | Монтевидео                         | Уругвай                            | 1:2                                | —                                  | Чемпионат Южной Америки            |
| 5                                  | 28 ноября 1923                     | Дурасно                            | Комбинадо (Дурасно)                | 9:0                                | —                                  | Товарищеский матч                  |
| 6                                  | 2 декабря 1923                     | Буэнос-Айрес                       | Аргентина                          | 2:0                                | —                                  | Кубок Дружбы Бразилии и Аргентины  |
| 7                                  | 9 декабря 1923                     | Буэнос-Айрес                       | Аргентина                          | 0:2                                | —                                  | Кубок Рока                         |
| 8                                  | 24 июня 1928                       | Рио-де-Жанейро                     | Мотеруэлл                          | 5:0                                | —                                  | Товарищеский матч                  |
| 9                                  | 6 января 1929                      | Рио-де-Жанейро                     | Спортиво Барракас                  | 5:3                                | 1                                  | Товарищеский матч                  |
| 10                                 | 24 февраля 1929                    | Рио-де-Жанейро                     | Рампла Хуниорс                     | 4:2                                | -                                  | Товарищеский матч                  |

6 игр в официальных встречах, 4 игры и один гол — в неофициальных

## Достижения
- Чемпион штата Рио-де-Жанейро: 1923, 1924 (LMDT), 1929